# Новобеоградска културна мрежа
Новобеоградска културна мрежа је установа културе која се налази на Новом Београду, а основана је 2009. године са циљем промовисања културе, као и да буде својеврстан сервис грађанима Новог Београда.

## Опште информације
Дана 6. октобра 2009. године отворена је вишенаменска сала Новобеоградске културне мреже у Улици Јурија Гагарина 221 у Блоку 45. Након премијерног отварања одржане су плесне школе, представе и приказивани филмови.
Новобеоградска културна мрежа (НБКМ) је установа културе коју је основала Градска општина Нови Београд 2009. године са циљем да буде својеврсан сервис становницима Новог Београда ради развоја културно-уметничког стваралаштва у општини. Културна политика Новобеоградске културне мреже је децентрализација и реализација културних садржаја и програма кроз што већи број мини културних центара, међусобно повезаних, чији је главни циљ „мрежа културних тачака“ у оквиру локалне заједнице.
За свој рад Установа користи уступљен простор без надокнаде. Зграда у којој се Установа налази саграђена је 1976. године, налази се у Улици Јурија Гагарина 221 у Блоку 45, а њена укупна површина износи 1.376 м². Установа има једну салу површине 395 м² капацитета 160 места за седење. Други простори које Установа користи су: Галерија „Блок“ (површине 176 м², капацитета 30 места за седење и 150 за стајање) и сала у МЗ Студентски град (површине 87 м², капацитета 60 места за седење и 30 за стајање).
Делатност Установе обухвата реализацију различитих културно-образовних програма: концерата, позоришних представа, филмских и књижевних вечери, промоција књига, изложби и манифестација.